# Csonu (televíziós sorozat, 1975)
A Csonu (hangul: 전우, handzsa: 戰友, RR: Junwoo, ’Bajtárs’), angol címén Comrades, 1975-ben, a koreai háború kitörésének 25. évfordulójára készült sorozat, amit a KBS-en három évig sugároztak. 1983-ban újraforgatták a sorozatot, részben más szereplőkkel, a feldolgozást 1983 és 1984 között vetítették. 2010-ben, a háború 60. évfordulójára újabb feldolgozás készült, amit még azon évben le is adtak.

## Szereplők
- Ra Sicshan (Ra Si-chan)[4]
- Csang Hangszon (Jang Hang-sun)
- Ho Jong (Heo Young)
- Kim Szanghun (Kim Sang-hoon)
- Pak Heszang (Park Hae-sang)
- Jun Dogjong (Yoon Deok-yong)
- Cshon Dzsongu (Cheon Jung-woo)
- Szo Szangik (Seo Sang-ik)
- I Hjondu (Lee Hyun-doo)
- An Gvangdzsin (Ahn Kwang-jin)
- Szong Dzseho (Song Jae-ho)
- Meng Horim (Maeng Ho-rim)

## 1983-as újraforgatás
Rendező: Csong Jongcshol (Jung Young-cheol)

### Szereplők
- Kang Minho (Kang Min-ho)
- Kim Sivon (Kim Si-won)
- Csang Cshilgun (Jang Chil-gun)
- I Munhvan (Lee Mun-hwan)
- Kim Junhjong (Kim Yoon-hyeong)
- Pak Heszang (Park Hae-sang)
- Kim Cshonman (Kim Cheon-man)